# 보르샤

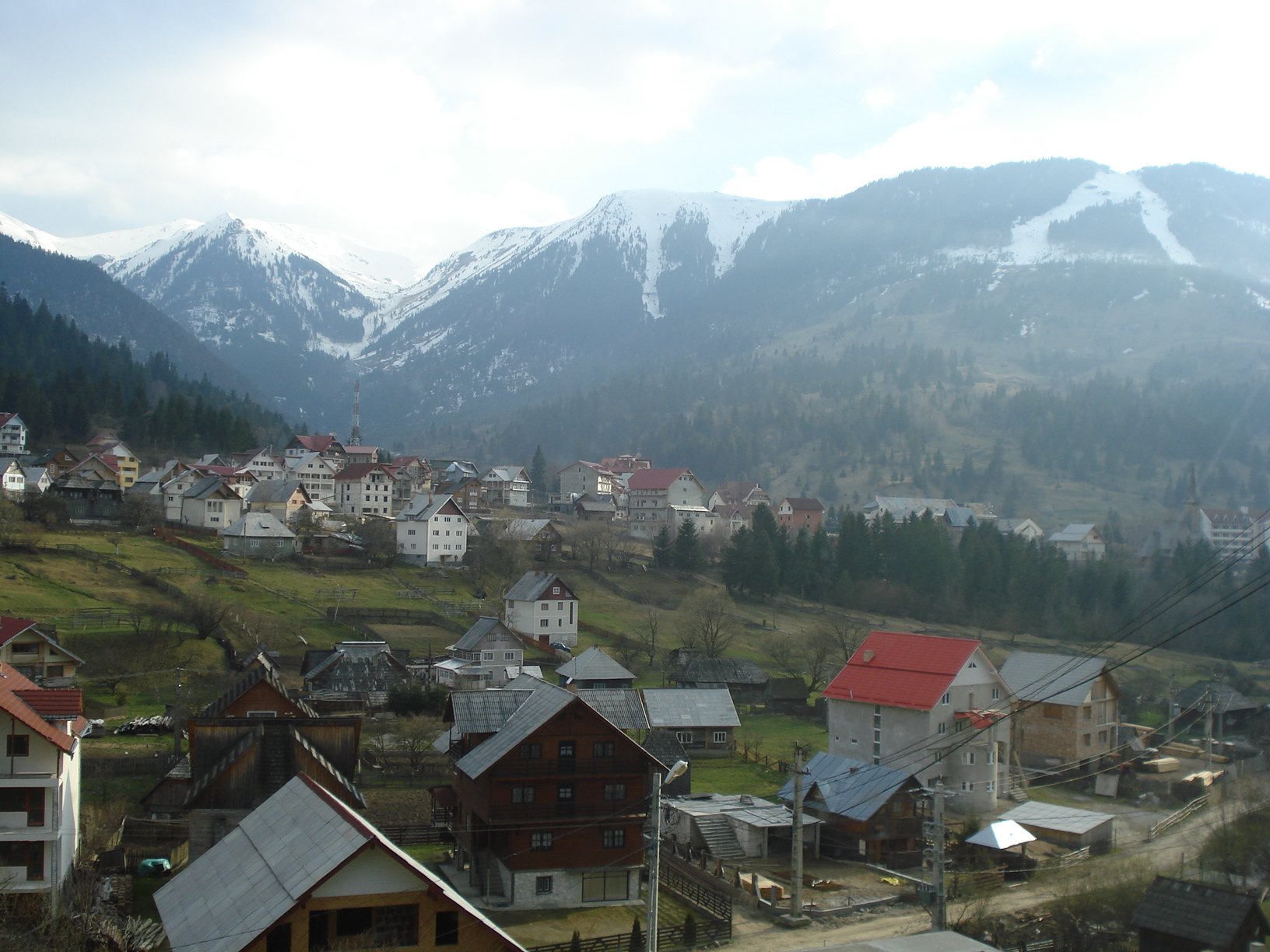

보르샤(루마니아어: Borşa, 헝가리어: Borsa 보르셔[*], 독일어: Borscha 보르샤[*], 이디시어: בורש)는 루마니아 마라무레슈 주 동부에 위치한 도시로, 인구는 27,247명(2002년 기준)이다. 프리슬로프 고개(트란실바니아와 부코비나를 연결하는 카르파티아산맥의 산줄기인 로드나 산맥과 마라무레슈 산맥에 둘러싸여 있는 고개) 인근에 위치하며 비셰우 강 계곡과 접한다.
1718년 목조 교회가 건설되기도 했으며 1891년 당시에는 유대인 1,432명이 거주했다.

## 인구
| 연도              | 인구   | ±%     |
| ----------------- | ------ | ------ |
| 1977              | 24,406 | —      |
| 1992              | 27,450 | +12.5% |
| 2002              | 27,247 | −0.7%  |
| 2011              | 27,611 | +1.3%  |
| 출처: Census data |        |        |